# Landslejr (roning)
Landslejr er et årlig tilbagevendende ro-arrangement for ungdomsroere der foregår omkring en uge i sommerferien forskellige steder rundt omkring i Danmark og er arrangeret af DFfR Ungdom. Man skal være mindst 12 år for at kunne deltage og bliver man over 18 år kan man ikke længere deltage som ungdomsroer, men har i stedet muligheden for at blive en leder på lejren.

## Eksterne links
- DFfRs side om landslejr

| Sport | Spire Denne artikel om sport er en spire som bør udbygges. Du er velkommen til at hjælpe Wikipedia ved at udvide den. |

| Vandsport/vandtransport | Spire Denne vandsports- eller vandtransportsartikel er en spire som bør udbygges. Du er velkommen til at hjælpe Wikipedia ved at udvide den. |